# Brothers and Sisters (serie televisiva 1979)
Brothers and Sisters è una serie televisiva statunitense in tredici episodi, trasmessa per la prima volta dalla NBC da gennaio ad aprile del 1979. In Italia è stata trasmessa per la prima volta da alcune televisioni locali e da Italia 1 nel 1982.
La serie cercò di sfruttare il successo del film del 1978 Animal House. Fu la seconda delle tre sit-com in onda all'inizio del 1979 ispirate al film, insieme a Delta House (della ABC) e Co-Ed Fever (della CBS).
La sigla originale Brothers & Sisters (A. Williams, R. Rose) è cantata da Lorrie Mahaffey ed è utilizzata anche nell'edizione italiana.

## Trama
La serie è ambientata nel Larry Krandall College, diretto dal suo stesso fondatore, e narra le vicende di tre nuove reclute alloggiate nel seminterrato, nella stanza delle caldaie, Milos "Checko" Sabolcik (il più serio e studioso dei tre), Ronald Holmes III (la pecora nera della confraternita), e Stanley Zipper (il più goffo e imbranato), che entrano a far parte della confraternita maschile "Pi Nu" il cui presidente è l'odioso e ricco Harlan Ramsey (con una marcata erre moscia nel doppiaggio italiano). Mary Lee è la sua fidanzata e fa parte della confraternita femminile "Gamma Iota" insieme a Suzy Cooper, la ragazza dei sogni di Zipper.

## Personaggi e interpreti
- Milos "Checko" Sabolcik, interpretato da Chris Lemmon.
- Ronald Holmes III, interpretato da Randy Brooks.
- Stanley Zipper, interpretato da Jon Cutler.
- Mary Lee, interpretata da Amy Johnston.
- Harlan Ramsey, interpretata da Larry Anderson.
- Suzy Cooper, interpretata da Mary Crosby.
- Larry Crandall, interpretato da William Windom.

## Episodi
| Nº | Titolo originale         | Titolo italiano                | Prima TV UK      | Prima TV Italia |
| -- | ------------------------ | ------------------------------ | ---------------- | --------------- |
| 1  | Pilot                    | Caccia alla volpe              | 21 gennaio 1979  |                 |
| 2  | High Time                | Un meraviglioso amico          | 26 gennaio 1979  |                 |
| 3  | Man in Chains            | L'ostaggio                     | 2 febbraio 1979  |                 |
| 4  | Mirror Image             | Il "massacro" di San Valentino | 9 febbraio 1979  |                 |
| 5  | Made in Japan            | Ménage a tre                   | 16 febbraio 1979 |                 |
| 6  | A Wrenching Problem      | Stanley Zipper abbracciami     | 23 febbraio 1979 |                 |
| 7  | Lucky Me                 | Il compleanno di Don Giovanni  | 9 marzo 1979     |                 |
| 8  | Love and Marriage        | Amore e matrimonio             | 16 marzo 1979    |                 |
| 9  | Spring Vacation          | Di chi è questo sogno?         | 23 marzo 1979    |                 |
| 10 | Save the Monkey          | Cosa hai fatto al professore?  | 28 marzo 1979    |                 |
| 11 | Main Event               | Non colpire alle spalle        | 30 marzo 1979    |                 |
| 12 | Truth or Consequences    | Ragazzi non si copia           | 6 aprile 1979    |                 |
| 13 | Bring Back My Body to Me | È questo lo scherzo!           |                  |                 |

## Caccia alla volpe
- Titolo originale: Pilot
- Diretto da: Lowell Ganz
- Soggetto di: Ron Leavitt, Brian Levant
- Altri attori: LaWanda Page (Hattie), Susan Cotton (Isabel), Roy Teicher (Seymour), Fay Hauser (Diana), Judge Reinhold (Max), Rik Colitti (Pizza man)

### Trama
Zipper mette in gioco l'intera retta scolastica accettando la scommessa di Harlan, affermando che porterà la bella Suzi Cooper nella sua camera da letto entro mezzanotte. Con l'avvicinarsi della scadenza, Checko escogita un piano per aiutare l'amico.

## Un meraviglioso amico
- Titolo originale: High Time
- Diretto da: George Tyne
- Soggetto di: Ron Leavitt
- Altri attori: Ilene Graff (Charlene Krandall), Susan Cotton (Isabel), Roy Teicher (Seymour), Jan Hill (Margie), Cyril O'Reilly (George), Leon Charles (Dean Leon)

### Trama
Il rettore del college porta la figlia Charlene alla festa organizzata dai ragazzi, e chiede ad Harlan di tenerla d'occhio. Visto che nessuno la considera, decide di scendere nel seminterrato dove trova Zipper. Quando Checko e Ronald tornano nella stanza, la trovano svenuta, e visto che il rettore sta cercando la figlia per non aver rispettato l'orario di rientro, i tre amici cercano di riportarla a casa sua di nascosto.

## L'ostaggio
- Titolo originale: Man in Chains
- Diretto da: Dick Martin
- Soggetto di: Jeff Franklin
- Altri attori: Susan Cotton (Isabel), Roy Teicher (Seymour), Patty Foley (Sissie)

### Trama
Le ragazze del "Gamma Iota" decidono di rapire Zipper perché sospettano che abbia rubato i loro diari.

## Il "massacro" di San Valentino
- Titolo originale: Mirror Image
- Diretto da: Tony Mordente
- Soggetto di: Paul Diamond
- Altri attori: Roy Teicher (Seymour), Louise Hoven (Marilyn), Larry Mollin (George)

### Trama
Per il ballo di San Valentino, Seymour cerca di trovare un ragazzo per sua sorella gemella, ma non riuscendo a trovarlo, Checko, Ronald e Zipper decidono che sarà uno di loro, estratto a sorte. Harlan decide di fare uno scherzo e incorona Zipper "Re di Cuori" al ballo, quindi dovrà trovare la sua "Regina".

## Ménage a tre
- Titolo originale: Made in Japan
- Diretto da: Nick Abdo
- Soggetto di: Brian Levant
- Altri attori: Roy Teicher (Seymour), Susan Cotton (Isabel), Marilyn Tokuda (Yoko)

### Trama
Checko e Ronald sono in cerca di ragazze. Incontrano Yoko che è appena rimasta sola, e dopo averli conosciuti, decide di stare con entrambi. I due amici cercano di mettere in cattiva luce l'altro, agli occhi di Yoko, e finiscono per litigare, allora Zipper cerca di fargli fare pace.

## Stanley Zipper abbracciami
- Titolo originale: A Wrenching Problem
- Diretto da: Dennis Steinmetz
- Soggetto di: Bernie Kahn
- Altri attori: Roy Teicher (Seymour), Ric Mancini (Mr.Zipper), Larry Mollin (George), Earl Montgomery (Dean Jones),

### Trama
Il padre di Zipper sta arrivando a scuola per ritirarlo, dopo aver visto i brutti voti della sua pagella. Checko e Ronald allontanano con una scusa Harlan, e fanno credere al padre di Zipper che è diventato presidente della confraternita, ed è uno studente modello.

## Il compleanno di Don Giovanni
- Titolo originale: Lucky Me
- Diretto da: John Bowab
- Soggetto di: David Lerner, Roy Teicher
- Altri attori: McKee Anderson (Lauren), Roy Teicher (Seymour), Jessica Nelson (Denise), Sharyn Leavitt (Penny)

### Trama
Zipper vuole trovare una ragazza entro il compleanno di Don Giovanni perché è ancora vergine, allora l'amico Ronald gli "trova" una ragazza, ma Zipper quando è eccitato inizia a singhiozzare. Nel frattempo Harlan lo scopre, e lo racconta a tutti.

## Amore e matrimonio
- Titolo originale: Love and Marriage
- Diretto da: Will Mackenzie
- Soggetto di: Jerry Mayer
- Altri attori: Roy Teicher (Seymour), Ingrid Greer (Fran)

### Trama
Mary si è iscritta al corso di sociologia del matrimonio, dove trova anche Checko, Ronald e Zipper. Gli iscritti dovranno scegliere un partner e rispondere insieme ad un questionario. Checko farà coppia con Mary Lee.

## Di chi è questo sogno?
- Titolo originale: Spring Vacation
- Diretto da: Dennis Steinmetz
- Soggetto di: Paul Diamond
- Altri attori: Roy Teicher (Seymour), Iris Adrian (Monique), Ben Frommer (Trucker), Ralph Litt (Murphy)

### Trama
In viaggio verso la Florida per le vacanze di primavera, Checko, Ronald e Zipper sono costretti a fermarsi in uno squallido ristorante perché gli si è rotta la macchina. Rimangono scioccati quando scoprono che Mary Lee lavora nel locale come cameriera.

## Cosa hai fatto al professore?
- Titolo originale: Save the Monkey
- Diretto da: Tony Mordente
- Soggetto di: David Lerner, Roy Teicher
- Altri attori: Dan Barrows (Professor Bobst)

### Trama
Zipper, incaricato di fare le pulizie nel laboratorio della scuola, fa scappare uno scimpanzé destinato ad un esperimento che lo porterà a morte certa, e lo nasconde nella sua stanza. In un momento di distrazione il primate scappa, ma viene ritrovato dal professor Bobst. Si organizza una riunione urgente per discutere del caso.

## Non colpire alle spalle
- Titolo originale: Main Event
- Diretto da: Nick Abdo
- Soggetto di: Levi Taylor, Allen Goldstein
- Altri attori: Larry Mollin (George), Roy Teicher (Seymour), Dave Gass (Franz)

### Trama
Harlan sfida Ronald in un incontro di boxe per difendere l'onore di Mary Lee, mentre Checko e Zipper raccolgono scommesse.

## Ragazzi non si copia
- Titolo originale: Truth or Consequences
- Diretto da: Dennis Steinmetz
- Soggetto di: Allen Goldstein, Levi Taylor
- Altri attori: Roy Teicher (Seymour), Gary Epp (Chester)

### Trama
Harlan copia durante un esame per vincere la coppa di calcolo matematico, e la colpa viene attribuita a Zipper.

## È questo lo scherzo!
- Titolo originale: Bring Back My Body to Me[3]
- Diretto da: Dennis Steinmetz
- Soggetto di: Michael Brown, Andy Ruben
- Altri attori: Roy Teicher (Seymour), Danny Goldman (Myron/Byron), Frank Campanella (Detective Donohue)

### Trama
Zipper e Suzi stanno vedendo un film in un drive-in a bordo di un carro funebre prestato dallo zio di Zipper, ma ad un certo punto si accorgono che all'interno c'è un cadavere. Suzi decide di andarsene, ma Zipper per non rovinare la serata, porta via il cadavere. Nel mentre Harlan e Mary stanno preparando uno scherzo nella stanza delle caldaie e si nascondono nel bagno. Quando vedono Zipper scaricare il cadavere nel suo letto, pensano che abbia ucciso qualcuno e lo raccontano anche a Checko e Ronald, che cercano di nascondere il cadavere per proteggere l'amico prima dell'arrivo della polizia. Nel frattempo Zipper torna nella sua stanza con Byron, il fratello gemello del morto, ma non trova più il cadavere.